# New York Jets 2016
La stagione 2016 dei New York Jets è stata la 57ª della franchigia, la 47ª nella National Football League e la seconda con Todd Bowles come capo-allenatore. La squadra giungeva da un record di 10–6 nel 2015 ma ebbe una stagione negativa e fu eliminata dalla corsa ai playoff per il sesto anno consecutivo dopo la sconfitta nella settimana 13 contro gl Indianapolis Colts.

## Scelte nel Draft 2016

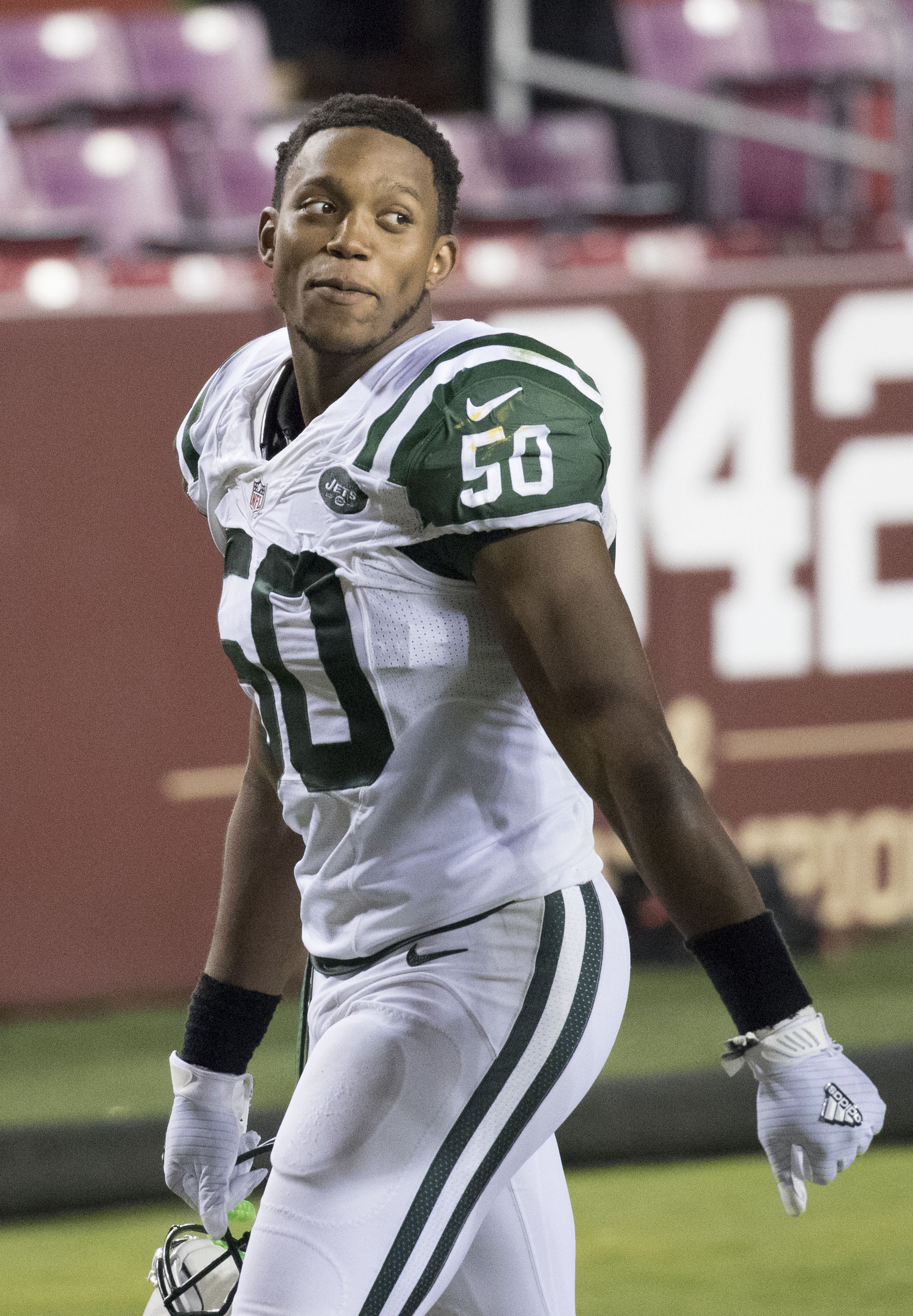
Darron Lee fu la scelta del primo giro dei Jets nel Draft 2016

| Scelte dei Jets nel Draft 2016 |        |                                                        |                                                        |                                                        |                                                        |
| Giro                           | Scelta | Giocatore                                              | Ruolo                                                  | College                                                | Note                                                   |
| 1                              | 20     | Darron Lee                                             | OLB                                                    | Ohio State                                             |                                                        |
| 2                              | 51     | Christian Hackenberg                                   | QB                                                     | Penn State                                             |                                                        |
| 3                              | 83     | Jordan Jenkins                                         | OLB                                                    | Georgia                                                |                                                        |
| 4                              | 118    | Juston Burris                                          | CB                                                     | N.C. State                                             |                                                        |
| 5                              | 157    | Scambiata coi Denver Broncos per Ryan Clady.           | Scambiata coi Denver Broncos per Ryan Clady.           | Scambiata coi Denver Broncos per Ryan Clady.           | Scambiata coi Denver Broncos per Ryan Clady.           |
| 5                              | 158    | Brandon Shell                                          | OT                                                     | South Carolina                                         | Dai Washington Redskins                                |
| 6                              | 195    | Scambiata con gli Houston Texans per Ryan Fitzpatrick. | Scambiata con gli Houston Texans per Ryan Fitzpatrick. | Scambiata con gli Houston Texans per Ryan Fitzpatrick. | Scambiata con gli Houston Texans per Ryan Fitzpatrick. |
| 7                              | 235    | Lachlan Edwards                                        | P                                                      | Sam Houston State                                      | Dai Denver Broncos.                                    |
| 7                              | 241    | Charone Peake                                          | WR                                                     | Clemson                                                |                                                        |

## Staff
| Staff dei New York Jets nel 2016 |
| --- |
| Organi dirigenziali - Proprietario/CEO – Woody Johnson - Presidente – Neil Glat - General Manager – Mike Maccagnan - Director of Football Administration – Jacqueline Davidson - Director of Player Personnel – Brian Heimerdinger - Direttore senior degli osservatori – Rex Hogan Capo allenatore - Todd Bowles - Assistente capo-allenatore//Inside Linebacker – Mike Caldwell Altri allenatori - Preparatore atletico – Justus Galac - Assistente p.a. – Kavan Latham - Assistente p.a. – Aaron McLaurin Allenatori dell'attacco - Coordinatore offensivo – Chan Gailey - Quarterback – Kevin Patullo - Running Back – Marcel Shipp - Wide Receiver – Karl Dorrell - Tight End – Jimmie Johnson - Offensive Line – Steve Marshall - Assistente Offensive Line – David Diaz-Infante - Controllo qualità – Robby Brown Allenatori della difesa - Coordinatore difensivo – Kacy Rodgers - Defensive Line – Pepper Johnson - Assistente Defensive Line – John Scott Jr. - Outside Linebacker – Mark Collins - Defensive Back – Joe Danna - Assistant Defensive Back – Daylon McCutcheon - Controllo qualità – Tim Atkins Allenatori dello special team - Coordinatore special team – Brant Boyer - Assistente – Jeff Hammerschmidt |

## Roster
| Roster dei New York Jets nel 2016 |
| --- |
| Quarterback - 14 Ryan Fitzpatrick - 5 Christian Hackenberg - 9 Bryce Petty - 7 Geno Smith Running Back - 22 Matt Forte - 43 Julian Howsare FB - -- Troymaine Pope - 29 Bilal Powell Wide Receiver - 83 Robby Anderson - 87 Eric Decker - 81 Quincy Enunwa - 15 Brandon Marshall - 89 Jalin Marshall - 17 Charone Peake Tight End - 82 Brandon Bostick - -- Braedon Bowman - 47 Kellen Davis - -- Brian Parker Offensive Linemen - 77 James Carpenter G - 78 Ryan Clady T - 70 Dakota Dozier G - 71 Ben Ijalana T - 76 Wesley Johnson C - 74 Nick Mangold C - 79 Brent Qvale T - 72 Brandon Shell T - 67 Brian Winters G Defensive Linemen - 98 Jarvis Jenkins DE - 99 Steve McLendon NT - 93 Deon Simon NT - 97 Lawrence Thomas DE - 96 Muhammad Wilkerson DE - 62 Leonard Williams DE Linebacker - 54 Bruce Carter ILB - 53 Mike Catapano OLB - 52 David Harris ILB - 58 Erin Henderson ILB - 48 Jordan Jenkins OLB - 50 Darron Lee ILB - 95 Josh Martin OLB - 55 Lorenzo Mauldin OLB - 51 Julian Stanford ILB Defensive Back - 38 Juston Burris CB - 21 Marcus Gilchrist FS - 45 Rontez Miles SS - 25 Calvin Pryor SS - 24 Darrelle Revis CB - -- Darryl Roberts CB - 41 Buster Skrine CB - 20 Marcus Williams CB Special Team - 4 Lachlan Edwards P - 2 Nick Folk K - 46 Tanner Purdum LS Lista delle riserve - 72 Jake Ceresna DE (IR) - 68 Breno Giacomini T (PUP) - 27 Dee Milliner CB (IR) - 33 Romar Morris RB (IR) - 65 Julien Obioha DE (IR) - 57 Trevor Reilly OLB (IR) - 91 Sheldon Richardson DE (Sospeso) - 19 Devin Smith WR (PUP) - 36 Matthew Tucker RB (IR) Squadra di allenamento - 56 Freddie Bishop III OLB - 37 Bryson Keeton CB - 39 Doug Middleton SS - -- Victor Ochi OLB - 66 Claude Pelon DE - 62 Craig Watts G - -- Myles White WR 53 attivi, 9 inattivi, 7 nella squadra di allenamento |
| Legenda - I rookie sono in corsivo. - Il primo ruolo è il principale mentre gli eventuali successivi indicano i ruoli secondari. - (IR) sta per Injured Reserve ed indica la lista ristretta per un solo giocatore infortunato che può tornare ad allenarsi dopo la settimana 6 e a rientrare in prima squadra dopo che questa ha giocato 8 partite. - (NF-Inj.) / (NF-Ill.) stanno rispettivamente per Non-Football Injured e Non-Football Illness ed indicano le liste dove viene inserito un giocatore che ha un infortunio o una malattia non dipendente dal football americano. - (PUP) sta per Physically Unable to Perform ed indica la lista dove viene inserito un giocatore mentre è in attesa di recuperare la condizione fisica. Nella stagione regolare dopo la sesta partita giocata dalla propria squadra, il giocatore ha tempo tre settimane per riprendere ad allenarsi, più tre settimane aggiuntive dal suo rientro agli allenamenti per rientrare in prima squadra. |

## Calendario
| Turno | Data               | Ora                | Avversario              | Risultato          | Record             | Stadio                        | TV                 | NFL.com recap      |
| ----- | ------------------ | ------------------ | ----------------------- | ------------------ | ------------------ | ----------------------------- | ------------------ | ------------------ |
| 1     | 11/9               | 1:00 p.m. EDT      | Cincinnati Bengals      | S 22–23            | 0–1                | MetLife Stadium               | CBS                | Recap              |
| 2     | 15/9               | 8:25 p.m. EDT      | at Buffalo Bills        | V 37–31            | 1–1                | New Era Field                 | CBS/NFLN/Twitter   | Recap              |
| 3     | 25/9               | 4:25 p.m. EDT      | at Kansas City Chiefs   | S 3–24             | 1–2                | Arrowhead Stadium             | CBS                | Recap              |
| 4     | 2/10               | 1:00 p.m. EDT      | Seattle Seahawks        | S 17–27            | 1–3                | MetLife Stadium               | Fox                | Recap              |
| 5     | 9/10               | 1:00 p.m. EDT      | at Pittsburgh Steelers  | S 13–31            | 1–4                | Heinz Field                   | CBS                | Recap              |
| 6     | 17/10              | 8:30 p.m. EDT      | at Arizona Cardinals    | S 3–28             | 1–5                | University of Phoenix Stadium | ESPN               | Recap              |
| 7     | 23/10              | 1:00 p.m. EDT      | Baltimore Ravens        | V 24–16            | 2–5                | MetLife Stadium               | CBS                | Recap              |
| 8     | 30/10              | 1:00 p.m. EDT      | at Cleveland Browns     | V 31–28            | 3–5                | FirstEnergy Stadium           | CBS                | Recap              |
| 9     | 6/11               | 1:00 p.m. EST      | at Miami Dolphins       | S 23–27            | 3–6                | Hard Rock Stadium             | CBS                | Recap              |
| 10    | 13/11              | 1:00 p.m. EST      | Los Angeles Rams        | S 6–9              | 3–7                | MetLife Stadium               | Fox                | Recap              |
| 11    | Settimana di pausa | Settimana di pausa | Settimana di pausa      | Settimana di pausa | Settimana di pausa | Settimana di pausa            | Settimana di pausa | Settimana di pausa |
| 12    | 27/11              | 4:25 p.m. EST      | New England Patriots    | S 17–22            | 3–8                | MetLife Stadium               | CBS                | Recap              |
| 13    | 5/12               | 8:30 p.m. EST      | Indianapolis Colts      | S 10–41            | 3–9                | MetLife Stadium               | ESPN               | Recap              |
| 14    | 11/12              | 4:05 p.m. EST      | at San Francisco 49ers  | V 23–17 (DTS)      | 4–9                | Levi's Stadium                | CBS                | Recap              |
| 15    | 17/11              | 8:25 p.m. EST      | Miami Dolphins          | S 13–34            | 4–10               | MetLife Stadium               | NFLN               | Recap              |
| 16    | 24/12              | 1:00 p.m. EST      | at New England Patriots | S 3–41             | 4–11               | Gillette Stadium              | CBS                | Recap              |
| 17    | 1/1                | 1:00 p.m. EST      | Buffalo Bills           | V 30–10            | 5–11               | MetLife Stadium               | CBS                | Recap              |

Note: Gli avversari della propria division sono in grassetto.

## Classifiche

### American Football Conference
| Pos                 | Squadra              | Division           | V                  | S                  | P                  | %                  | Div                | Conf               | SOS                | SOV                | Striscia           |
| Leader di division  | Leader di division   | Leader di division | Leader di division | Leader di division | Leader di division | Leader di division | Leader di division | Leader di division | Leader di division | Leader di division | Leader di division |
| ------------------- | -------------------- | ------------------ | ------------------ | ------------------ | ------------------ | ------------------ | ------------------ | ------------------ | ------------------ | ------------------ | ------------------ |
| 1.                  | New England Patriots | East               | 14                 | 2                  | 0                  | .875               | 5-1                | 11-1               | .439               | .424               | 7 V                |
| 2.                  | Kansas City Chiefs   | West               | 12                 | 4                  | 0                  | .750               | 6-0                | 9-3                | .508               | .479               | 2 V                |
| 3.                  | Pittsburgh Steelers  | North              | 11                 | 5                  | 0                  | .688               | 5-1                | 9-3                | .494               | .423               | 7 V                |
| 4.                  | Houston Texans       | South              | 9                  | 7                  | 0                  | .563               | 5-1                | 7-5                | .502               | .427               | 1 S                |
| Wild card           |                      |                    |                    |                    |                    |                    |                    |                    |                    |                    |                    |
| 5.                  | Oakland Raiders      | West               | 12                 | 4                  | 0                  | .750               | 3-3                | 9-3                | .504               | .443               | 1 S                |
| 6.                  | Miami Dolphins       | East               | 10                 | 6                  | 0                  | .625               | 4-2                | 7-5                | .455               | .341               | 1 S                |
| Escluse dai playoff |                      |                    |                    |                    |                    |                    |                    |                    |                    |                    |                    |
| 7.                  | Tennessee Titans     | South              | 9                  | 7                  | 0                  | .563               | 2-4                | 6-6                | .465               | .458               | 1 V                |
| 8.                  | Denver Broncos       | West               | 9                  | 7                  | 0                  | .563               | 2-4                | 6-6                | .549               | .455               | 1 V                |
| 9.                  | Baltimore Ravens     | North              | 8                  | 8                  | 0                  | .500               | 4.2                | 7-5                | .498               | .363               | 2 S                |
| 10.                 | Indianapolis Colts   | South              | 8                  | 8                  | 0                  | .500               | 3-3                | 5-7                | .492               | .406               | 1 V                |
| 11.                 | Buffalo Bills        | East               | 7                  | 9                  | 0                  | .438               | 1-5                | 4-8                | .482               | .339               | 2 S                |
| 12.                 | Cincinnati Bengals   | North              | 6                  | 9                  | 1                  | .406               | 3-3                | 5-7                | .521               | .333               | 1 V                |
| 13.                 | New York Jets        | East               | 5                  | 11                 | 0                  | .313               | 2-4                | 4-8                | .518               | .313               | 1 V                |
| 14.                 | San Diego Chargers   | West               | 5                  | 11                 | 0                  | .313               | 1-5                | 4-8                | .543               | .513               | 5 S                |
| 15.                 | Jacksonville Jaguars | South              | 3                  | 13                 | 0                  | .188               | 2-4                | 2-10               | .527               | .417               | 1 S                |
| 16.                 | Cleveland Browns     | North              | 1                  | 15                 | 0                  | .063               | 0-6                | 1-11               | .549               | .313               | 1 S                |

Note
- Sotto la colonna SOV è indicata la percentuale della Strenght of Victory, statistica che riporta la percentuale di vittoria delle squadre battute da una particolare squadra (il valore assume rilievo come discriminante ai fini della classifica in caso di un record stagionale identico fra due squadre).
- Sotto la colonna SOS è indicata la percentuale della Strenght of Schedule, valore determinato da una formula che calcola la percentuale di vittoria di tutte le squadre che una singola squadra deve affrontare durante la stagione (il valore, insieme alla SOV, assume rilievo come discriminante ai fini della classifica in caso di un record stagionale identico fra due squadre).

- Sotto la colonna Div è indicato il bilancio vittorie-sconfitte (record) contro le squadre appartenenti alla stessa division di appartenenza (AFC West).
- Sotto la colonna Conf viene indicato il record contro le squadre appartenenti alla stessa conference di appartenenza (AFC).